# لاك هورون (كيبك)
لاك هورون (بالإنجليزية: Lac-Huron, Quebec)‏ هي منطقة سكنية تقع في كندا في Rimouski-Neigette Regional County Municipality. يقدر عدد سكانها بـ 5 نسمة ومساحتها 965.30 كم2 .